# 中ア対立
中ア対立（ちゅうあたいりつ、英語: Sino-Albanian split）とは、1972年から1978年にかけて、アルバニア社会主義人民共和国と中華人民共和国との関係が徐々に悪化していったことを指す。

## 概要
両国は、ソビエト・アルバニア対立、中ソ対立の際に、国際共産主義運動の中で、ソ連の修正主義に対抗してマルクス・レーニン主義を擁護する必要性を訴え、互いに支持し合っていた。しかし、1970年代初頭には、ニクソン大統領の訪中と中国の「3つの世界論」の発表を受けて、エンヴェル・ホッジャ率いるアルバニアの指導者たちは強い不安感を抱き、中国の政策に対するアルバニア人の反感は深まっていった。ホッジャは、これらの出来事の中に、中国がアメリカ帝国主義と同盟を結び、プロレタリア国際主義を放棄しつつあることを見ていた。1978年、中国はアルバニアとの貿易関係を断絶し、それまでの非公式な同盟関係に終止符を打った。

## 起源

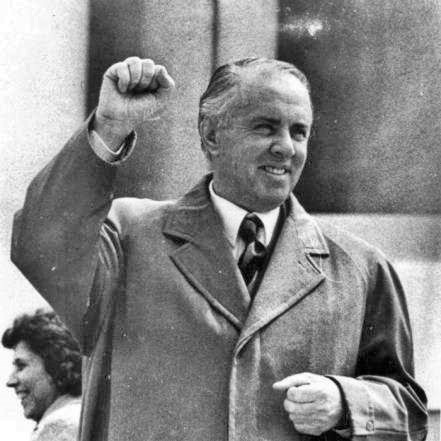
1971年に撮影されたアルバニアの指導者エンヴェル・ホッジャ

1956年9月、エンヴェル・ホッジャはアルバニア労働党中央委員会の代表団を率いて中国共産党第8回全国大会に参加した。数年後、彼は訪問前の国の印象をこう記している。
私たちは、日本のファシストと侵略者、蒋介石の反動とアメリカの干渉に対する友愛に満ちた中国人民の正当な戦争に共感していた。また、中国共産党のトップが毛沢東であることも知っていたが、毛沢東個人についても、彼が率いる党についても、ソ連の同志から聞いたこと以外の情報はなかった。この時期も1949年以降も、哲学者であり、一連の著作があると言われている毛沢東の作品や文章を読む機会はなかったのである。中華人民共和国の建国記念日（1949年10月1日）を心から歓迎し、いち早く中国の新国家を承認し、友愛関係を築いたのである。このように両国間では、より頻繁で緊密な連絡や連携の可能性や方法が広がっていたが、これらの連携は、友好的、文化的、商業的な関係のレベルにとどまっており、第2級の代表団の派遣や、時と場合に応じて公的な演説や声明を通じた相互支援、祝賀や記念日の際の電報の交換など、ほとんど何もなかった。
1956年2月、フルシチョフがヨシップ・チトーとユーゴスラビアを復興させ、ヨシフ・スターリンを糾弾する「秘密の演説」を行ったことで、ソ連指導部はアルバニアと対立した。アルバニアによると、「フルシチョフ・グループのユーゴスラビア修正主義者へのアプローチとヨシフ・スターリンへの公然とした誹謗は、イデオロギー的、政治的な性格を持つ最初の公然とした歪曲であり、PLAはこれに反対した」という。9月13日に北京に到着したホッジャは、党大会の合間を縫って、毛沢東と初めて（そして唯一）の会談を行った。毛沢東の最初の質問は、ユーゴスラビアとアルバニアの関係とおよび、アルバニアのスターリンに対する意見だった。ホッジャは、アルバニアとユーゴスラビアの関係は「冷たい」とし、毛沢東に「ユーゴスラビア指導部の反アルバニア・反マルクス主義活動の重要な場面を中心に、簡単な概要を説明した」と答えた。スターリンについてホッジャは、労働党がスターリンを「非常に偉大で総合的な功績を持つ指導者であり、レーニンの忠実な弟子であり、彼の後継者である」と考えていると述べた。毛沢東は、ユーゴスラビアを追放するという1948年の情報局の決定は間違っていると主張し、また、中国に関してスターリンが犯したと思われる過ちを強調した。
後にホッジャは、「この会議の印象は、期待していたものとは違っていた...。特に、情報局、スターリン、ユーゴスラビア問題について毛沢東の口から聞いたことには失望した。しかし、第8回大会の議事録を見て、私たちはさらに驚き、心配になった。第8回大会の綱領は、ソ連共産党第20回大会の綱領に基づいており、実際、フルシチョフの綱領がある方向でさらに進められていた...。他にも、第8回大会で劉少奇、鄧小平、周恩来が相次いで発表した報告では、ブルジョアジーやクラークとの広範な協力を求める中国共産党の永久路線を擁護し、さらに深化させ、資本家や商人、ブルジョアを扱うことで「社会主義」に大きな恩恵がもたらされることを「論証」した。また、社会主義の条件として、労働者階級と国家ブルジョアジーとの間の協力、共産党と他の民主的民族主義政党との間の協力が必要であることを強力に宣伝したなどと言っている。実際、毛沢東の「百花繚乱」や「百学連環」は、「思想と人間の自由な流通」や「社会主義の中でのイデオロギー、傾向、学校、同好会の寄せ集めの共存」というブルジョア修正主義の理論と実践の中国版であった。
ホッジャによると、1957年の共産党・労働者党国際会議で毛沢東は「もしスターリンがここにいたら、我々はこのように話すことは難しいだろう」と宣言した。私がスターリンに会ったとき、彼の前では私は先生の前の生徒のように感じたが、フルシチョフ同志とは対等な同志のように自由に話すことができる」と述べ、モロトフらの「反党グループ」を非難したという。また、ホッジャは、毛沢東がユーゴスラビア人が会議への出席を拒否したことを残念に思っていると主張し、毛沢東は「100％のマルクス主義者もいれば、80％、70％、50％のマルクス主義者もいるし、実際に10％のマルクス主義者しかいない者もいる。10％のマルクス主義者とでも話し合うべきだ。なぜなら、そこには利点しかないからだ。なぜ我々は、2人か3人で小さな部屋に集まり、物事を話し合うべきではないのか？団結したいという気持ちから、なぜ話し合わないのか」。ホッジャの考えでは、ユーゴスラビア人の参加拒否と、前年の出来事を受けてソ連と中国が世界の共産主義運動の中での威信を高めようとしたことで、ソ連と中国が当時強調するのに有利だった修正主義への反対を強調したことから、「（会議で出された）1957年のモスクワ宣言は、全般的には良い文書だった」という状況になった。
ウィリアム・E・グリフィスによれば、国際情勢における中国の立場は、ソ連との矛盾の深まりと国内での百花斉放運動の失敗により、左傾化し始めていた。「中国人は、1957年に、そして1960年に公然と、ソ連による（共産主義）圏の支配に挑戦することを決意して初めて、準備ができていて喜んで支援できる同盟国を真剣に探し回ったのである」。1960年になると、アルバニア人は中国とイデオロギー的に一致していることに気がついた、とエレズ・ビベラージは指摘する。「中国人は、チトーと和解したフルシチョフを批判し、ユーゴスラビアの『修正主義』を容認することは共産圏全体にとって危険であると考えていた...」。中ソ対立の種はスターリンの時代に蒔かれたが、北京とモスクワの間の政策の違いは1950年代半ばから後半にかけて現れ、アルバニア・ソビエト関係の悪化と重なった。「中国側は、ソ連の修正主義を敵視するアルバニア人を重宝しており、アルバニア人の記事が中国のメディアに転載されていた。
1960年11月には、第2回共産党・労働者党国際会議が開催されることになっており、その準備のために10月に委員会が設立された。しかし、ヒスニ・カポを団長とするアルバニア代表団と、鄧小平を団長とする中国代表団は対立していた。カポの委員会演説では、ブカレスト会議でのソ連の対応や中国への攻撃を批判していたのに対し、鄧小平は「我々はすべての問題について話すつもりはない。日和見主義者」や「修正主義者」などの言葉を使うつもりはない。カポもラミズ・アリア（もう一人の代表団員）もこの姿勢を正しいとは思っていなかった。ホッジャは代表団に手紙を送り、デンの演説を「意気地なし」と呼び、さらに「彼らは問題を最後までやり遂げるためのものではない。修復できるものは修復し、残りは時間が解決してくれるだろう...」と答えている。もし私がソビエト人の立場だったら、中国が開いてくれている野原を受け入れるだろう。そこには良い草があり、自由に見て回ることができるからだ」。アリアはこのように書いているが、原理原則については「中国は（ソ連の）『指揮者のバトン』を壊したいということだけを考えていた。彼らはそれ以上のことはしなかった。
しかし、ホッジャは数年後、中ソ関係の断絶について、「（ソ連が）中国の党を非難する際には、原則的な立場に立っていないことがはっきりしていた」と回想している。後になってさらに明らかになったことだが、この相違は、当時、中国側が正しい立場を維持していると思われた一連の原則的な問題をめぐるものであった。中国の指導者の公式演説でも、出版された論文でも、特に「レーニン主義万歳」と題された論文でも、中国党は理論的に正しい方法で問題を扱い、フルシチョフ派に対抗していた」。これに基づいて、会議での中国共産党の活動を擁護した。「それは、マルクス・レーニン主義の原則を守るために、完全に意識して行ったものであり、中国からいくつかの工場やトラクターを見返りに与えられるためではない。」

## 1960年代

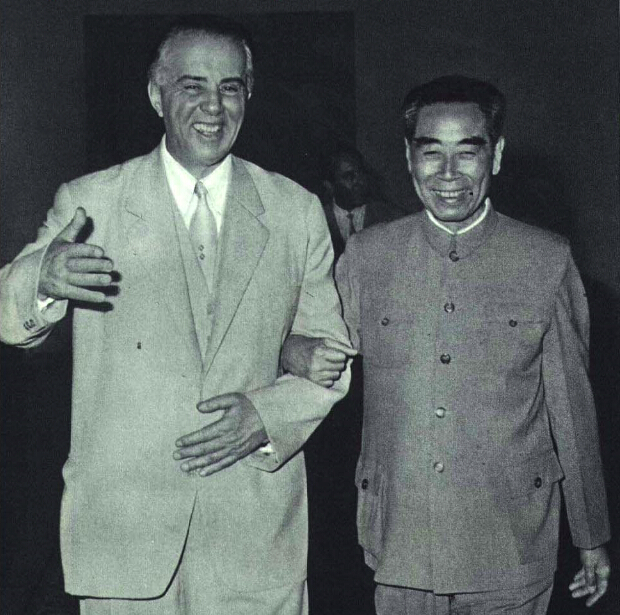
1966年のエンヴェル・ホッジャと周恩来

グリフィスは60年代初頭に、「アルバニアの文書は、極端な暴力と反抗のトーンで注目される。伝統的なバルカンの怒りと左翼マルクス・レーニン主義の狂信が見事に融合したアルバニアの反フルシチョフの演説は...中国共産党が通常、モスクワに対する最も冷たい非難を比較的穏やかで、花のように美しく、そして何よりも「正しい」言葉で表現するよりもはるかに過激であったことは確かである...。北京がアルバニア人の言葉による暴力の強さと程度を始めた、あるいは必ずしも承認したとは思えない...彼らはおそらく、アルバニア人を抑制することができなかった、あるいは賢明だとは思わなかったのではないだろうか」。ある著者は、「（1960年11月の会議での）ホッジャの演説は、フルシチョフを激しく非難していたので、中国の代表者でさえ恥ずかしい思いをした」と述べている。
ソ連の指導者がマルクス・レーニン主義を裏切り、ソ連の資本主義の復活を指揮していると主張する両国にとって、「中国はソ連に代わって『反帝国主義闘争』の指導者になった」と認識されるようになったのである。このイメージは、北京と資本主義諸国との関係がうまくいっていないことで、さらに強まった。... 中国社会を特徴づける革命精神は、アルバニアの指導者たちに高く評価されており、中国共産党のマルクス・レーニン主義的性格とその政策を示すものと考えられていた。同盟の形成期に、ティランエは北京を新しい「真の」マルクス・レーニン主義運動の発展のための拠点として期待していた。「1964年、周恩来がアルバニアを訪問し、共同声明に署名した。その中には、「社会主義国間の関係は、規模の大小、経済的に発展しているかいないかにかかわらず、完全な平等の原則に基づかなければならない...。援助」や「国際分業」を口実に、ある国の意思を他の国に押し付けたり、友愛国の独立、主権、国民の利益を損なうことは絶対に許されない。」。
中国とアルバニアの非公式な同盟関係について、ジョン・ハリディは「現代における最も奇妙な現象の一つである。大きさが全く異なる2つの国家が、何千マイルも離れた場所にあり、文化的なつながりも互いの社会についての知識もほとんどないのに、ソ連に対する共通の敵意によって引き合わされたのである」と述べている。ビベラジは、正式な条約が締結されていない「軍事同盟ではなく政治同盟」であり、「定期的な協議や政策調整のための組織体制を欠き」、「その場限りの非公式な関係を特徴とする」という異例のものであったと書いている。
中国人とアルバニア人との間の初期の意見の相違は、ソ連の指導者の性格とそれに対する極論に関するものであった。1963年7月、ホッジャは日記に次のように書いている。「フルシチョフが昨日、チトーについて言ったことを、今日は中国人がフルシチョフについて言っている。彼は敵であり、トロイの木馬であるが、ユーゴスラビア人民の問題があるので、彼を敵に渡してはならないし、屈服させてはならない』などと言っている」とし、「我々が相手にしているのは、いくつかの間違いを犯し、道の途中で前方に迫る災害を見て引き返すような人物や集団ではない。このような場合には、原則に基づいて譲歩することなく、彼が帝国主義者に渡らないように操縦することが不可欠である。しかし、フルシチョフの場合は、そのようなことを考えるどころか、実行することさえも、全く秩序がなく、正しくない。彼は完全に裏切っている」。中国側は、1961年から63年にかけて、ソ連指導部との公の場での極論には消極的で、アメリカに対抗する「統一戦線」の必要性を強調し、それに応じてアルバニア側にも極論を控えめにしてソ連からの国交回復を求めるように求め、アルバニア側はそのような意見に憤慨したという。
中国人とアルバニア人の間のもう一つの初期の意見の相違は、国境紛争の話題であった。ホッジャは1964年8月の日記で、「周恩来がルーマニア人に対して、ソ連に対する領有権の主張をしている。中国、日本、ポーランド、ドイツ、チェコ、ルーマニア、フィンランドなどの領土を奪ったとソ連（周恩来によれば、この「強奪」はレーニンとスターリンの時代に行われたものだから）を非難している。一方、周恩来はルーマニア人に対して、ソ連に奪われた領土を主張するのは良いことだと言っている。これらは、マルクス・レーニン主義ではなく、民族ショービン主義である。間違いがあったかどうかにかかわらず、まず現代修正主義とのイデオロギー闘争に直面している今、このようなことを提起することは、フルシチョフと闘うことではなく、逆に彼の排外主義的な路線を助けることを意味する」と述べている。同年9月、アルバニア労働党中央委員会は、中ソ国境紛争について中国共産党中央委員会に書簡を送り、「フルシチョフの修正主義的宣伝の圧力の下で、フルシチョフの誹謗中傷の影響の下で、その他多くの理由により、ソ連人民大衆は、なぜ人民中国が今、ソ連に領土主張をしているのか理解できず、これを受け入れず、ソ連の宣伝は、彼らをあなたに反乱させるために働いている」と述べた。しかし、真のソ連共産主義者でも理解できないだろうし、受け入れられないだろうと考えています。これは我々の闘争にとって、とんでもない損失となるだろう。" 中国共産党のCCは答えなかった。
1964年10月にフルシチョフが失脚し、レオニード・ブレジネフが台頭すると、中国はアルバニアの労働党に「共通の敵である帝国主義との闘いにおいて」新指導部を支持することに参加するよう求めた。労働党は、ブレジネフの台頭は「フルシチョフなきフルシチョフ主義」に過ぎないと考え、中国共産党中央委員会に宛てた書簡の中で、ソ連指導部に対する極論の継続を求めていたが、中国側は、周恩来を団長とする自国の代表団とともにアルバニア側にもモスクワへの代表団を送らせようとしていた。周恩来は我々を伴わずにモスクワに行き、そこで不名誉な敗北を喫した...。後になって、『モスクワに行ったのも、あなたに提案したのも間違いだった』と言われた」。アルバニア人はその後、非公式の同盟国である中国との間のこのような違いや将来的な違いにかかわらず、「中国側の立場が正しければ、国際舞台で公に...中国を支持する」と記している。
アルバニア側にとって常に不満だったのは、中国と定期的に連絡を取ることができなかったことだ。ハリデイは、ホッジャの『中国に関する考察』（政治日記からの抜粋で構成された2冊の本）について、「1600ページの全体に中心的なテーマがあるとすれば、それは中国の行動を解読するという問題である」と書いている。最初の記述では...。ホッジャは、「修正主義」について話し合うことが重要であるにもかかわらず、「今まで中国は、これらのことを話し合うために我々と全く接触してこなかった」と書いている。もし我々の敵が、我々の間で現代の修正主義者との戦いについて全く協議がなされていないことを知ったら、彼らは驚くだろう。決して信じないでしょう。しかし、それが現状なのです」。... ホッジャは中国との「同盟」の10年半を、アルバニアが中国の行動に不服を示すために時折口を閉ざしていた数年間であると表現している...。この日記には、発表された声明や行動と、あまり知られていないが、中国からアルバニアに向けられた私的な通信も「暗号」として解読しようとする彼の試みが豊富に記されている。結局、ホッジャは憎むべきユーゴスラビアと資本主義のイタリアのテレビを見るだけになってしまった。」
1966年10月、ホッジャは労働党中央委員会の全会一致で「中国のプロレタリア文化革命についてのいくつかの予備的な考え」と題した演説を行い、「我々は、中国の新聞と新華社を通じてのみ、中国の最近の動向について情報を得て、それを追ってきた」と述べた。「中国共産党とその中央委員会は、わが党とその中央委員会に特別な同志的情報を与えていない。我々と密接な関係にある党として、特にこの数ヶ月間、国際主義的な方法で我々にもっと情報を提供すべきだったと考えている。」とホッジャは、中国での出来事を全体的に否定的に分析し、中国共産党が10年間も大会を開催していないことや、4年間も委員会総会が招集されていないことなど、「いかなるマルクス・レーニン主義の党にも見られない」慣行を批判した。ホッジャは、「毛沢東の崇拝は、病的で人工的な方法で空に向かって高められた」と述べ、さらに、その目的とされるものを読むと、「中国や世界の文化で古いものはすべて無差別に否定され、新しい文化、彼らがプロレタリアと呼ぶ文化が作られるべきだという印象を受ける」と付け加えた。紅衛兵』が行っているこの革命をプロレタリア文化革命と呼ぶのは難しい。敵は法律に基づいて独裁機関に捕らえられるかもしれないし、そうすべきだ。あるいは、最終的には、労働者階級を武装させ、委員会を攻撃するが、子供を使ってはならない。」
中国の「プロレタリア文化大革命」の始まりは、文化、経済、政治の分野におけるアルバニアの「思想文化革命」の激化と重なっていたが、中国のそれとは異なり、「アルバニアが20年ほどかけて行ってきた政策、プログラム、努力の継続と深化」として提示されていた。 "その他の違いとしては、ホッジャの存在が「アルバニア革命において、中国で毛沢東が享受していたような象徴的で神秘的な地位」を与えられなかったこと、アルバニアのイニシアチブの根源である党内の派閥争いがなかったこと、アルバニア軍が出来事に重要な役割を果たさなかったこと、紅衛兵に相当するアルバニア軍が存在しなかったこと、「地方からティランエへの革命支持者の流入」がなかったことなどが挙げられている。 公的機関による粛清、ティランエ国立大学の混乱や学校制度の崩壊、革命がもたらした変化による経済への打撃もなかった。」また、アルバニア人は、マルクス・レーニン主義の「上位段階」を構成する「毛沢東思想」を称賛させようとする中国の試みに抵抗した。
アルバニア人と中国人のもう一つの違いは、ヨーロッパなどでアルバニア人と中国人の反ソ連の立場を公然と支持する「反修正主義者」の扱いにあった。中国側は北朝鮮や北ベトナムなどの「中立」派を疎外することを恐れて、彼らを組織して共同作業を行うことに消極的であったが、アルバニア人はそのような作業に積極的に関心を持っていた。ホッジャは、中国共産党が「総会を避けている...他の政党と1回ずつ会議を開いているが、それは当然のことであり、会議の後、これらの政党は中国の言動をすべて擁護する声明や記事を発表する。今、中国共産党の関心事は、マルクス・レーニン主義共産主義運動が、毛沢東の思想が世界をリードしていることを受け入れ、毛沢東の崇拝、プロレタリア文化大革命、中国共産党の全路線を、その良い点も間違いも含めて受け入れることである...。一党の意見が一律に受け入れられないように、二党の意見も一律には受け入れられない。全員が自分の意見を述べなければならない。だからこそ、合同会議と共同決定が重要なのである。」
1968年にソ連がチェコスロバキアに侵攻した後、北京を訪れたアルバニア代表団は周恩来から「小国であるアルバニアは重装備を必要とせず、外国の侵略から単独で防衛する立場には全くない...」と言われた。それゆえ周恩来は、アルバニアが外国からの侵略に対処する唯一の道は、ユーゴスラビアやルーマニアと軍事同盟を結ぶことだとした。1975年7月に北京を訪れたアルバニア政府代表団にも、この同じテーゼを繰り返した。そして、1975年7月に北京に赴いたアルバニア政府代表団にも同じテーゼを繰り返したが、我々の代表団は明確に断言してこれを拒否したのである。ルーマニアに対するアルバニアの立場を示すものとして、1971年6月のニコライ・チャウシェスクの中国訪問があるが、ホシャは日記に次のように書いている。"新華社は、「（毛沢東が）『ルーマニアの同志たちよ、帝国主義を倒すために団結すべきだ』と言ったとだけ報告した。まるでチャウシェスクとその仲間が帝国主義を倒すためにあるかのように！？もし世界がチャウシェスクがそんなことをするのを待っていたら、帝国主義は何万年も生き続けるだろう。帝国主義と戦うのはプロレタリアートと人民である。」

## 1970年代
林彪が失脚した後、中国の指導者たちは、ソ連に対抗してアメリカとの協調を模索し始めた。アメリカは自国の利益にとってより危険な敵であると考えたからである。1971年7月のヘンリー・キッシンジャーの訪中と、それに続くニクソンの訪中の発表は、アルバニア人に衝撃を与えた。ホシャは当時の日記に、「アメリカ人がベトナムやインドシナ全土で殺戮や爆撃を行っていたとき、中国はアメリカ人と秘密の会談を行っていた...」と書いている。この不名誉で、反マルクス主義的で、非友好的な交渉は、ベトナム人はもちろん、我々の側も知らないうちに行われていた。これは不名誉なことだ。これは、中国のベトナム人に対する裏切りであり、彼らの戦争に対する裏切りであり、我々や彼らの同盟国、そして他のすべての進歩的な人々に対する裏切りである。これは反乱だ」。
その1ヵ月後、アルバニア労働党のCCは、中国側にニクソンを迎えるという決定に強く抗議する手紙を送った。「会談の結果にかかわらず、熱狂的な反共主義者として、民族の侵略者、殺人者として、アメリカの最も黒い反動の代表者として知られているニクソンを中国で迎えるという事実そのものには、多くのマイナス点があり、革命運動とわれわれの目的に多くの否定的な結果をもたらすだろう」と書いている。ニクソンの訪中と彼との会談が、アメリカ帝国主義に対する有害な幻想を抱かせないはずがない。... それは、再び大統領選に出馬する機会をつかむニクソン政府の政策と攻撃的活動に対するアメリカ人民自身の抵抗と闘争に否定的な影響を与えるだろう。... 警察と衝突してニクソンのイタリア訪問への反感を示したイタリアの労働者、アイゼンハワーが自国の領土に足を踏み入れることさえ許さなかった日本の労働者、ロックフェラーをはじめとするワシントン政府のあらゆる使者に抗議して蜂起したラテンアメリカの人々がどう思うかは想像に難くない。ユーゴスラビアのチトー派とルーマニアの修正主義者だけが、ニクソン大統領を自国の首都に花束で歓迎した」。中国共産党中央委員会は、この手紙に返信しなかった。しかし、この年と1972年には、中国側からアルバニア人に対して、今後の中国との経済活動のレベルが下がることを期待するようなメッセージが送られている。
1971年10月、ホッジャは、来月開催される労働党第6回大会に中国側が代表団を派遣しないことを知らされ、それを受けて「どんな雲にも銀の裏地がある」と書いた。リアクションと修正主義者たちは、中国共産党指導部のこの反マルクス主義的行動を最大限に利用するだろうが、国際共産主義運動は、この問題に関して、わが党の路線がいかに正しく、中国共産党がいかに間違っているかを判断するだろう」。第6回大会でホッジャは、最近の中国の外交政策の動きを間接的に批判し、「アメリカ帝国主義とソ連修正主義帝国主義が二つの帝国主義超大国であり、共通の反革命戦略を打ち出している限り、それらに対抗する人民の闘争が一つの流れに融合しないことは不可能である」と宣言した。一方の帝国主義に頼って他方の帝国主義に対抗することはできない。」 
1973年、中国の対アルバニア貿易は、前年の1億6700万ドルから1億3600万ドルへと大幅に減少した。この時点での中国と労働党の関係を振り返って、ホッジャは「周恩来、李先念、毛沢東は我々との接触を絶っており、維持している接触も形式的な外交的なものに過ぎない。アルバニアはもはや『忠実で特別な友人』ではない。彼らにとってアルバニアは、ヨーロッパではルーマニアやユーゴスラビアに次ぐ、最後尾に位置している......彼らの「初期の熱情」が枯れてしまったことは明らかだ」。同年4月、耿爽はアルバニア人に「中国はマルクス・レーニン主義政党の設立を認めておらず、それらの政党の代表者が中国に来ることを望んでいない。中国はマルクス・レーニン主義政党の設立を認めておらず、これらの政党の代表が中国に来ることを望んでいない。我々は、ブルジョア政党の代表を受け入れるのと同じように、彼らを受け入れる」。
1974年から75年にかけて、西側諸国との関係強化に有利な政府を樹立し、ユーゴスラビア的な経済・文化の自由化を推進するためのクーデターを企てた容疑で、アルバニアの軍事・経済・文化分野のさまざまな人物が逮捕され、何人かが処刑された。中国人は、トロツキー派であれ、チトー派であれ、蒋介石派であれ、『私はソビエトに反対します』と言えば、どんな国家、どんな人物でも味方にする。我々はこの原則に反対している...。中国人が、我々のこうした姿勢やその他の姿勢を好まないのは明らかである。なぜなら、彼らが維持したいと考えているマルクス・レーニン主義の仮面を引き裂いてしまうからであり、したがって彼らは我々に圧力をかけている。この圧力は経済的なものです。なぜなら、政治的にもイデオロギー的にも、彼らは我々を屈服させたことはなく、今後も屈服させることはできないでしょう。... 彼らの圧力は想像上のものではなく、ベキール・バルク、ペトリット・ドゥメ、ヒト・チャコ、アブディル・クエレジ、コソ・テオドシ、リッペ・ナシなどが率いる軍事的・経済的な陰謀によって、具体的な形となって現れている」。 
1974年4月、中国の国連代表団長である鄧小平は、国連総会での演説で、世界を第1世界（米ソ）、第2世界（フランス、イギリス、西ドイツ、日本など）、第3世界（アフリカ、ラテンアメリカ、アジアの各国）に分け、中国は第3世界に属するとする「3つの世界論」を宣言したのである。ホッジャはこのような問題について、「中国が親米・反ソの姿勢をとったとき、この政策は外国とのすべての関係に現れた」と宣言している。帝国主義のアメリカ、ファシストのピノチェトやフランコ、チトーやチャウシェスク、反逆者や冒険者、ドイツのレバンシストやイタリアのファシストなどが中国の友人である。中国にとってイデオロギーは重要ではない。中国人は、全世界が中国は赤で革命的だと考え、確信していると想像している（彼らの行動を他に解釈することはできません）。中国が進めているこの政策には、「革命的」な目的があります。それは、「第三世界」と「第二世界」、そしてアメリカ帝国主義を束ねて、ソビエト社会帝国主義者に対抗することです。そして、彼らの行動から、この「理想」を達成するためには、原則をあまり考慮してはいけないことがわかった。中国人は、「我々は今、アメリカを擁護している」と自分を正当化しているが、それは「アメリカがソ連よりも弱いからだが、これによって我々はソ連とアメリカの間の矛盾も深めなければならない」としている。... 原則的なマルクス・レーニン主義の階級政策から逸脱した中国は、当然のことながら、政治的な状況や、反動的な政府の策略や陰謀に基づかなければならない。」 
アルバニアが「3つの世界論」への賛同を拒否したことや米国との和解などを受けて、1976年までに「北京はアルバニアへの経済・軍事援助の流れを大幅に縮小」し、貿易額は1975年の1億6800万ドルから同年には1億1600万ドルに減少した。

## 集大成

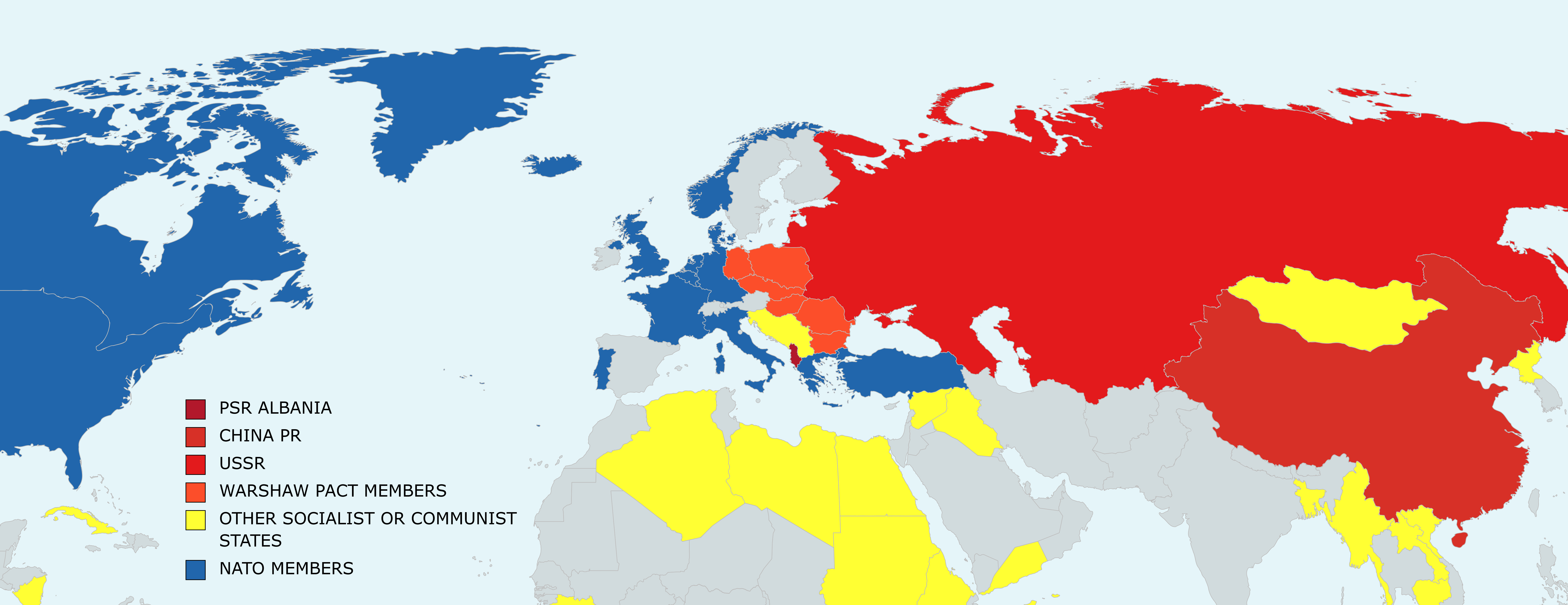
1975年の地政学的状況

1976年11月に開催された労働党第7回大会で、ホッジャは、9月に毛沢東が死去した後に就任した中国の新指導部に対して、華国鋒への言及を拒否し、鄧小平を公然と非難するとともに、マルクス・レーニン主義政党の多国間会議の開催を呼びかけるなど、反対の姿勢を示した。アルバニア人が1978年に中国側に送った手紙によると、中国側は中国の支配者グループに属さない人々を糾弾するよう圧力をかけようとしていたという。「我々がこれをしなかったので、我々が林彪と『4人組』の仲間であるという結論になった。それは両方の面で間違っている。... アルバニア労働党は、マルクス・レーニン主義の原則を踏みにじることはなく、これまでも、これからも、誰かの道具になることはない」。この大会では、「反修正主義」政党からのさまざまな代表団の活動も見られた。全部で29人で、そのうちの何人かは、中国の路線よりもアルバニアの路線を明確に支持することを表明した。
ホッジャはこの大会で、第6回大会で宣言した「二つの超大国に平等に反対する」ことを改めて表明するとともに、中国が反ソビエト戦略で好意的に見ている共通市場やNATOを糾弾したのである。ホッジャは、「革命、社会主義、人民の利益に忠誠を誓う」と述べ、「わが党は、二つの超大国に反対してその破壊を求め、資本主義・修正主義のブルジョアジーに反対してその打倒を求めるプロレタリアートと人民を支持する」と語った。12月、アルバニア人には、ホッジャの大会報告を批判する中国語のメモが渡され、ホッジャは労働党CCに公式回答をさせることを決め、その中で「PLAは独立したマルクス・レーニン主義政党であり、マルクス・レーニン主義理論の観点から、内的・外的状況の現実的な分析に基づいて、独自の路線を形成する。 姉妹マルクス・レーニン主義党からの批判を受け入れ、彼らと多くの問題を議論し、逆にPLAは他の姉妹党に対しても同じ権利を持っている。」と記した。また、ホッジャは、アルバニア側が中国共産党中央委員会に送った様々な書簡が、ニクソンの訪中決定に関する書簡のように、返事を受け取っていないことにも言及させた。アルバニアの新書簡は返信を受けていない。
この頃、ホッジャは毛沢東の著作や中国共産党史の分析を始めていた。ホッジャは、12月下旬に発表されたばかりの1956年の毛沢東演説「十大関係について」の検証の一環として、中ソ分裂について「毛沢東の目的は、フルシチョフではなく自分自身を助けて、中国が共産主義世界の主要な指導者になることだった…」と書いている。毛沢東は会議を開き、社会民主主義的な合意を求めたが、それは毛沢東自身が社会民主主義者であり、日和見主義者であり、修正主義者であったからである。しかし、毛沢東は、（ソ連の修正主義に対する）炎や論争を消すことができず、自分の覇権を確立することができないのを見て、その立場を変えた。毛沢東は、多少「マシ」な反ソビエトの立場をとり、ここではフルシチョフ派の修正主義と一貫して戦っている我々と一致しているように見えた。しかし、この時でさえ、毛沢東はフルシチョフ派修正主義者との和解を期待していた。... そして、両翼の戦いの戦略から、彼はアメリカに目を向けたのである」。ホッジャはさらにこう書いている。「毛沢東は、スターリンが左翼冒険主義であり、中国と中国共産党に大きな圧力をかけたと非難している。（中略）毛沢東がスターリンに対して提起しているすべての事柄について、毛沢東の修正主義路線の主要な原則をすべて見渡してみると、スターリンは本当に偉大なマルクス・レーニン主義者であり、中国がどこへ行こうとしているのかを正しく予見していたし、毛沢東の見解が何であるかをずっと前に理解していた、と我々は遠慮なく言うことができる。スターリンは、中国がどこへ行こうとしているのかを正しく認識していた偉大なマルクス・レーニン主義者である。」 
1977年5月、中国の国会議員団がルーマニアとユーゴスラビアを訪問し、アルバニアは訪問しなかったが、ユーゴスラビアの体制を社会主義と称し、非同盟運動を賞賛した。一方、チトーは8月に北京に招待され、ホストから称賛された。1978年9月、チトーは、華氏によると「毛沢東は、1948年にもユーゴスラビアが正しいと強調して、私を招待すべきだったと言っていたが、それは当時も狭い範囲で宣言していたことである。しかし、当時の中ソ関係を考慮して、これは公には言わなかった。
1977年7月7日、Zëri i Popullit誌に掲載されたホッジャの署名入りではないが「革命の理論と実践」と題する社説は、「3つの世界論」を公然と名指しで攻撃しており、中国への直接的な攻撃を意味していた。マルクス・レーニン主義者は、いわゆる「第三世界」の国々の人民とプロレタリアートの熱烈な解放、革命、社会主義の願望と欲望を、それらの国々の抑圧的な構成的ブルジョアジーの目的と政策と混同してはならない。 それは、マルクス・レーニン主義の教えから明らかに逸脱し、典型的な日和見主義的見解を説くことを意味する。「3つの世界」の理論によれば、これらの国々の人民は、例えば、ブラジルのガイゼル、チリのピノチェット、インドネシアのスハルト、イランのシャー、ヨルダンの国王などの血まみれのファシスト独裁政権に対して戦ってはならない。なぜなら、彼らは「世界史の歯車を前進させる革命的な原動力」の一部だからだと言われています。それどころか、この理論によれば、人民と革命家は「第三世界」の反動的な勢力や政権と結束し、彼らを支援すべきである、つまり、革命を放棄すべきである、ということになる。" さらに、「『三世界』論の支持者は、それが帝国主義間の矛盾を利用するための大きな可能性を与えると主張している。敵陣営の矛盾は利用されるべきだが、どのような方法で、どのような目的で利用されるのか。帝国主義間の矛盾を絶対化し、革命と反革命の間の基本的な矛盾を過小評価することは、マルクス・レーニン主義の教えに完全に反している」。そして、「これは反革命的な『理論』である。なぜならば、ヨーロッパ、日本、カナダなどのプロレタリアートに、社会的平和、ブルジョアジーとの協力、したがって革命を放棄することを説いているからである。また、「第二世界」の帝国主義列強の新植民地主義的、搾取的な政策を正当化、支持し、アジア、アフリカ、ラテンアメリカの人々に、超大国との闘争のためと称して、この政策に反対しないように呼びかけている。
なぜなら、3つの世界への分割と中国を『第3世界』に含めることは、プロレタリア革命を消滅させ、プロレタリアートを先進国の資本家ブルジョアジーとアメリカ帝国主義のくびきに服従させるための努力以外の何ものでもないからである」。この不条理な反マルクス主義理論は、アメリカ帝国主義、中国の社会的帝国主義、先進資本主義諸国を危険にさらしているソ連の社会的帝国主義に対抗しているとされた。中国の理論は、毛沢東、周恩来、鄧小平、華氏らのブルジョア修正主義的な見解を源流としており、人民と革命をまったく考慮していない」。11月1日付の『人民日報』は、中国がアルバニア人から自国の外交政策を守るために、もはや代理人に全面的に頼ることはできないとの認識から、「毛主席の三世界分化論はマルクス・レーニン主義への主要な貢献である」と題した記事を掲載し、その日の全号を割いた。
1977年12月、ホッジャは日記の中で、中国の専門家グループがアルバニアに派遣されない理由として、「適切な条件が存在しないため、良い条件と理解が得られない限り、これらの目的のために専門家を派遣するつもりはない」と記している。1978年4月と5月、アルバニア外務省は中国の専門家が「アルバニアの経済を害する意図を持っている」と公式に訴え、『革命の理論と実践』の出版1周年にあたる同年7月7日、中国外務省は北京のアルバニア大使館に対し、同国とのすべての経済・軍事協定を打ち切ると通告した。アルバニア側は7月29日、7月7日の決定を「大国の立場からの反動的な行為であり、中国もかつて非難したチトー、フルシチョフ、ブレジネフの野蛮な排外主義的手法を内容的にも形式的にも繰り返したものである」と反論した。アルバニア労働党中央委員会とアルバニア政府は、中国語のメモでアルバニアを非難し、アルバニアの指導者が中国の援助に感謝しておらず、2国間の経済・軍事協力を妨害しようとしていると根拠なく非難しようとする試みを拒否します。帝国主義復古主義者の包囲と封鎖に対抗し、自国の急速な経済的・文化的発展のために大規模かつ全面的な活動を展開し、社会主義祖国の防衛力強化のために不断の努力を続けている小国アルバニアが、中国との経済協力の停止を引き起こし、求め、中国の民間・軍事的融資と援助を拒否することは、普通の人にとっては信じられないことであり、とんでもないことである。
さらに、アルバニアでの経済プロジェクトの大部分に対する中国側の設備や資材の提供が遅れていることを指摘した上で、「アルバニアへの援助と融資の停止の真の動機は、中国政府のメモが示すように、専ら技術的な性格のものではなく、それどころか、深い政治的、イデオロギー的な性格を持っている」と結論づけている。アルバニアは誰にも屈することなく、最後までマルクス・レーニン主義とプロレタリア国際主義に忠実であり続けるだろう」と結んでいる。アルバニアは、マルクス、エンゲルス、レーニン、スターリンの不滅の教えに照らされた社会主義、共産主義の道をノンストップで進んでいくだろう。... 包囲されているとはいえ、社会主義アルバニアは孤立しているわけではない。なぜなら、世界中のプロレタリアート、自由を愛する諸国民、誠実な男女の尊敬と愛を享受しているからである。この尊敬と愛は将来さらに大きくなるだろう。我々の目的は正しい。社会主義アルバニアは勝利する！」。

## その後の開発
中国との分裂後、アルバニア人は「世界で唯一、純粋に社会主義社会を構築しているのは自国である」と宣言した。1977年12月、ホッジャは中国革命の分析を書き、中国側の見解とは異なり、「一般的には、まずレーニンの時代のコミンテルンの決定と指示は正しく、スターリンの時代の決定と指示も正しかった」と宣言した。革命の性格については、「私の考えでは、そして私が判断できる範囲では、中国は民族解放武装闘争を通じて新しいタイプのブルジョア・民主主義革命を実行した」とし、「中国の革命は最後までやり通すことができなかった。... 中国の労働者階級がブルジョアジーと権力を共有している限り、この権力は本質的にプロレタリアートの独裁に転換されることはなく、その結果、中国革命は社会主義革命とはなり得なかったのである」。
アルバニアに対する中国の意思決定への参加は些細なものであり、援助の使用を決定したのは中国ではなくアルバニア人であった......」という点で、同盟関係を通じてアルバニア人が決定的に有利であったとビベラジは書いている。中国は同盟関係の維持に熱心であったため、ティランエは北京よりも強い交渉力を持っていた。" ピーター・R・プリフティは、アルバニアと中国の関係について「アルバニアの指導者たちがイデオロギーを非常に重要視していることを改めて強調している...。そして、アルバニアの中国からの独立性を決定的に証明したのである。アルバニア党は北京の単なる代弁者ではなく、基本的に独立した外交政策をとっていることが証明されたのである」。
1956年以前の中国の印象を振り返って、ホッジャは次のように書いている。「毛沢東は中国の社会主義建設のために『興味深い』路線を歩んでおり、『民主的』『実業家の』などと表現される現地のブルジョアジーや他の政党と協力している、現地の共産党によって民間と国家の共同事業が許可され、刺激されている、裕福な階級の要素が奨励され、報酬を与えられ、企業や省の指導者にまでなっている、などと言われていた。これらのことは、私たちには全く理解できず、いくら頭を働かせても、マルクス・レーニン主義に合致しているという論拠は見つからなかった。とはいえ、私たちは、中国は数億人の人口を抱える非常に大きな国であり、暗い封建的・ブルジョア的な過去から抜け出したばかりで、多くの問題や困難を抱えており、やがてマルクス・レーニン主義の正しい道に沿って、整っていないものを修正していくだろうと考えていました」。同じく1977年9月にホッジャは、「中国共産主義の問題は私にとって謎であった。今になって言っているのではなく、何年も前に自分の疑問をノートに書いていたのだ。この疑念は、ブカレスト会議の直後に私の心の中に生じたものであり、それは中国がそこで取った臆病な態度のために生じたものであった。... フルシチョフが中国を攻撃する文書を発行し、会議の前に配布したため、フルシチョフの活動によって、滕は（融和的な）報告を変更し、やや厳しい内容にせざるを得なくなったのである。フルシチョフが中国を攻撃する文書を発表し、会議の前に配布したからだ。滕はまた、わが党の毅然とした態度にも迫られたが、これには長い話がある。中国のその後の姿勢は、私は彼らの政治的・イデオロギー的な姿勢のことを言っているのですが、絶えず揺れ動いており、これがまさに彼らに対する謎と私の疑念の基礎となっていました......しかし、今では、中国のこの政策は大きな詐欺であり、中国の修正主義者が自分たちを偽装するために行った大規模な作戦であったと言うことができます」と述べている。
アルバニア人の見解では、1956年から1960年にかけて中国の路線が変化したのは次のような理由による。"スターリンの死後、毛沢東を筆頭とする中国は、自分たちの時代が来たと考えていた...大国、それも原子国になるために、ソ連の経済援助からできる限り多くのものを得ようとしていた。しかし、これらの計画は順調に進むはずもなかった。毛沢東が覇権主義的な野心を持っていたとすれば、フルシチョフとその仲間たちもまた、拡張主義的な計画を持っていた。... フルシチョフとその仲間たちは、中国から得られる利益を最大限に利用する一方で、中国への支援や援助を「慎重に」「抑制的に」行うようになっていったのである。彼らは、中国が経済的にも軍事的にも強くなることを望まなかった。... フルシチョフが進めていたアメリカ帝国主義との和解政策も、同様に中国の利益とは相容れないものであり、それは中国を大国のゲームから外すことになるからであった。このような状況の中で、フルシチョフの路線が共産主義運動に懸念を与えていることを見て、中国共産党は機会を捉えた...マルクス・レーニン主義の原則を守るという「旗印」を掲げた。... それは、フルシチョフにマルクス・レーニン主義への背信行為を放棄させるためではなく、彼に中国の覇権を認めさせ、その計画に参加させるためであることは間違いない。ホッジャが言うように、「毛沢東とその仲間たちは、修正主義者のコンテストを通じて、現代修正主義の総本山であるフルシチョフに勝利することが容易ではないと分かると、戦術を変え、以前の旗を拒否するふりをして、自分たちを「純粋なマルクス・レーニン主義者」として提示し、このようにして、以前の戦術で獲得できなかった地位を勝ち取ろうと努力したのである。この第2の戦術もうまくいかなくなると、彼らは、マルクス・レーニン主義とされる第2の旗を「捨て」、いつものように、日和見主義者、資本と反動に対する和解と屈服の路線の忠実な支持者として、舞台に出てきた。我々は、我が党がマルクス・レーニン主義を守るために行った長く困難で輝かしい闘いを通して、これらのことが実際に確認されることになった。
1978年12月に発表されたホッジャの『帝国主義と革命』は、後半部分が「3つの世界論」や中国の外交政策全般、毛沢東主義を批判している。ホッジャは、中国は「社会的帝国主義」の国になっており、米ソと並んで超大国を目指しているが、米ソの方が経済力があり、中国経済への投資に積極的であるという理由で、米ソに対抗して米ソに味方するという戦術をとっていると主張した。「毛沢東はマルクス・レーニン主義者ではなく、進歩的な革命的民主主義者であり、長期にわたって中国共産党のトップに君臨し、中国民主主義反帝国主義革命の勝利に重要な役割を果たした。中国国内、党内、人民の間、そして中国国外で、彼は偉大なマルクス・レーニン主義者としての評判を高め、彼自身も共産主義者、マルクス・レーニン主義の弁証法の専門家であるかのように装っていた。しかし、そうではなかった。彼は、マルクス主義の弁証法のいくつかの要素と観念論、さらには古代中国の哲学を組み合わせた折衷主義者だったのだ。」
アルバニア人は1988年の出版物の中で、「中国の援助と、他の外部要因の中でも、わが国の経済発展におけるその役割を高く評価しており、それは友好的な人々による援助であり、紐なし、政治的条件なしの援助であり、革命と社会主義の一般的な大義に資するものであると考えている」と述べている。しかし、「中国の修正主義者は、PLAとアルバニア国家を服従させるために、第6次5カ年計画（1976～1980年）の達成に向けて多くの深刻な困難と障害を提起した。様々な言い訳をして、アルバニアで働いていた専門家を呼び戻したり、仕事のペースを落としたり、特に中国の援助で建設される予定だった産業プロジェクトの立ち上げを延期したりした。分裂後、アルバニアは 「完全に自力に頼り、海外からのいかなる援助や債権もなく、対外的にも国内的にも負債のない国」となった。